# Jagdstaffel 53
La Jagdstaffel 53 (in tedesco: Königlich Preußische Jagdstaffel Nr 53, abbreviato in Jasta 53) era una squadriglia (staffel) da caccia della componente aerea del Deutsches Heer, l'esercito dell'Impero tedesco, durante la prima guerra mondiale (1914-1918).

## Storia
La Jagdstaffel 53 venne fondata il 27 dicembre 1917 presso il Flieger-Abteilung (dipartimento di aviazione) 9 di Darmstadt diventando operativa il 9 gennaio 1918 e posta a supporto della 3ª Armata. La squadriglia volò per la prima missione aerea solo a partire 10 marzo 1918 e ottenne le prime tre vittorie aeree il 30 marzo 1918. 
Il 18 marzo la squadriglia venne trasferita a supporto della 18ª Armata per tornare sotto il controllo della 3ª Armata il 15 luglio 1918 e contemporaneamente inclusa nel Jagdgruppe 11. Pochi giorni dopo il gruppo viene posto a supporto della 9ª Armata. Il 25 settembre 1918 la Jasta 53 torna a supporto della 3ª Armata fino al termine del conflitto.
Robert Hildebrand fu l'ultimo Staffelführer (comandante) della Jagdstaffel 53 dall'agosto 1918 fino alla fine della guerra.
Alla fine della prima guerra mondiale alla Jagdstaffel 53 vennero accreditate 20 vittorie aeree. Di contro, la squadriglia perse un pilota in incidente aereo, un altro ferito in incidente aereo, un pilota ferito in azione e quattro fatti prigionieri.

## Lista dei comandanti della Jagdstaffel 53
Di seguito vengono riportati i nomi dei piloti che si succedettero al comando della Jagdstaffel 53.
| Grado    | Nome              | Periodo                           |
| -------- | ----------------- | --------------------------------- |
| Leutnant | Theodor Quandt    | 27 dicembre 1918 - 23 agosto 1918 |
|          | Robert Hildebrand | 23 agosto 1918 - 11 novembre 1918 |

## Lista delle basi utilizzate dalla Jagdstaffel 53
- Attigny, Francia: 10 gennaio 1918
- Mont-d'Origny: 18 marzo 1918
- Flavy-le-Martel, Francia
- Moyencourt, Francia
- Mars-sous-Bourcq, Francia: 15 luglio 1918
- Chuffilly-Roche, Francia
- Malmy
- Antrecourt

## Lista degli aerei utilizzati dalla Jagdstaffel 53
- Pfalz D.III
- Pfalz D.XII
- Albatros D.V
- Fokker Dr.I
- Fokker D.VII